# متیلن‌دی‌اکسی‌پروپیل‌آمفتامین
متیلن‌دی‌اکسی‌پروپیل‌آمفتامین (به انگلیسی: Methylenedioxypropylamphetamine) با فرمول شیمیایی C۱۳H۱۹NO۲ یک ترکیب شیمیایی است. که جرم مولی آن ۲۲۱٫۲۹۵ g/mol می‌باشد.